# Super Mario World
Vous lisez un « bon article » labellisé en 2011.
Ne doit pas être confondu avec Super Mario 3D World ou Super Nintendo World.
Super Mario World est un jeu vidéo de plates-formes développé par Nintendo EAD et édité par Nintendo pour le Super Nintendo Entertainment System (SNES). Il est sorti au Japon en 1990, en Amérique du Nord en 1991, et en Europe ainsi qu'en Australie en 1992. Le joueur contrôle Mario dans sa quête pour sauver Princesse Peach et Dinosaur Land de l'antagoniste de la série, Bowser et les Koopalings. Le gameplay est similaire à celui des précédents jeux Super Mario : les joueurs contrôlent Mario à travers une série de niveaux dont le but est d'atteindre le poteau d'arrivée à la fin.
Le jeu a été développé par Nintendo Entertainment Analysis & Development, dirigé par le directeur Takashi Tezuka et le producteur et créateur de la série Shigeru Miyamoto. C'est le premier jeu Mario pour la SNES et il a été conçu pour exploiter au maximum les caractéristiques techniques de la console. L'équipe de développement avait plus de liberté par rapport aux épisodes de la série pour la Nintendo Entertainment System. Yoshi a été conceptualisé lors du développement des jeux NES, mais n'a été utilisé qu'à partir de Super Mario World en raison des limitations matérielles.
Super Mario World est souvent considéré comme l'un des meilleurs jeux de la série et est cité comme l'un des meilleurs jeux vidéo jamais créés. Il s'est vendu à plus de vingt millions d'exemplaires dans le monde, ce qui en fait le jeu le plus vendu sur SNES. Il a également donné lieu à une série télévisée d'animation du même nom (en). Le jeu a été réédité à plusieurs reprises : il faisait partie de la compilation de 1994 Super Mario All-Stars + Super Mario World pour la SNES et a été réédité pour la Game Boy Advance sous le nom de Super Mario World: Super Mario Advance 2 en 2001, sur la Virtual Console pour les consoles Wii, Wii U et New Nintendo 3DS, ainsi que dans le cadre de la Super NES Mini. En 2019, il a été publié sur Nintendo Switch Online dans le cadre du service de jeux classiques.

## Synopsis
Après avoir ramené la paix dans le Royaume Champignon dans Super Mario Bros. 3, les frères Mario et Luigi décident de partir en vacances avec la princesse Champignon à Dinosaur Land, un monde au thème préhistorique grouillant de dinosaures. Alors qu'ils se reposent sur la plage, la princesse Champignon est capturée par Bowser. Quand Mario et Luigi se réveillent, ils tentent de la retrouver et, après des heures de recherche, découvrent un œuf géant dans la forêt. Il éclot soudainement et en sort un jeune dinosaure nommé Yoshi, qui leur dit que ses amis dinosaures ont été emprisonnés dans des œufs par les enfants maléfiques de Bowser, les méchants Koopalings. Mario et Luigi en déduisent que les forces de Bowser ont dû capturer la princesse. Mario, Luigi et Yoshi partent donc à leur rescousse, traversant Dinosaur Land pour affronter Bowser et ses Koopalings. Pour l'aider, Yoshi donne à Mario une cape alors qu'ils commencent leur voyage.
Mario et Luigi continuent de suivre Bowser, battant les Koopalings en chemin, et sauvent les amis dinosaures de Yoshi. Ils arrivent finalement au château de Bowser, où ils se livrent à une bataille finale. Ils envoient Bowser voler dans le ciel et sauvent la princesse Champignon, restaurant la paix dans Dinosaur Land.

## Système de jeu
Super Mario World est un jeu de plates-formes en deux dimensions à défilement horizontal dans lequel le joueur contrôle Mario ou Luigi, les protagonistes du jeu. Il présente un gameplay similaire aux jeux précédents de la série Super Mario — Super Mario Bros., Super Mario Bros. 2, et Super Mario Bros. 3 —, mais introduit de nouveaux éléments. En plus de la course et du saut, le joueur peut également voler ou flotter à l'aide de la Plume et du P-Ballon, et peut exécuter une nouvelle attaque de saut en rotation. Le jeu comporte un total de 96 sorties de niveaux,,,,.
Le joueur navigue à travers le jeu via deux écrans de jeu : une carte du monde et un niveau à défilement horizontal. La carte du monde affiche une représentation aérienne de Dinosaur Land. La navigation s'y fait par plusieurs chemins menant de l'entrée du monde à un château. Les chemins se connectent à des panneaux d'action, à des forteresses, à des maisons hantées, à des châteaux et à d'autres icônes de la carte, permettant aux joueurs de prendre différents itinéraires pour atteindre l'objectif du monde. Déplacer le personnage à l'écran vers un panneau d'action ou un château permet d'accéder à ce niveau. La majeure partie du jeu se déroule dans ces niveaux linéaires, peuplés d'obstacles et d'ennemis, obligeant le joueur à traverser la scène en courant, en sautant, en esquivant ou en combattant les ennemis. Le joueur dispose d'un certain nombre de vies, qui sont perdues si Mario entre en contact avec un ennemi en étant en taille normale, tombe dans un trou sans fond, est écrasé, touche de la lave ou si le temps s'épuise. Le jeu se termine lorsque le joueur n'a plus de vies, bien que le joueur puisse continuer à partir du point de sauvegarde le plus récent (un château, une forteresse ou une maison hantée réussi) en sélectionnant « continuer ». Chaque monde présente un niveau final avec un boss à vaincre ; chacun des sept mondes comporte des forteresses contrôlées par l'un des Koopalings, et le joueur combat également Bowser dans son château dans le septième et dernier monde. Super Mario World comprend une option multijoueur qui permet à deux joueurs de jouer en alternance en naviguant sur la carte du monde et en accédant aux niveaux ; le premier joueur contrôle Mario, tandis que le deuxième joueur contrôle son frère, Luigi,,.
En plus des power-ups des jeux précédents, tels que le Super Champignon et la Fleur de Feu, Super Mario World propose un nouveau power-up appelé la Plume, qui donne à Mario une cape et la capacité de voler, de planer dans les airs et d'utiliser la cape comme une voile. Le jeu introduit également la possibilité de « stocker » un power-up supplémentaire dans une boîte en haut au centre de l'écran. Par exemple, si le joueur obtient une Fleur de Feu ou une Plume, un Super Champignon apparaîtra dans la boîte. Si le joueur collecte une étoile, le joueur devient invincible et ne peut pas être blessé par les ennemis. Cependant, cela ne le protège pas contre la lave, un trou sans fond ou si le joueur est à court de temps. Si Mario est touché par un ennemi, l'objet stocké dans la boîte tombera automatiquement. Alternativement, le joueur peut libérer manuellement l'objet stocké à tout moment,,.
Le jeu introduit Yoshi, un dinosaure que Mario peut chevaucher et qui peut manger la plupart des ennemis. Si Yoshi tente de manger un Koopa ou sa carapace, il peut le recracher et le lancer sur les ennemis. Si le joueur ne crache pas la carapace dans un certain délai, Yoshi l'avale, la rendant inutile. Lorsqu'il tient une carapace de Koopa dans sa bouche, Yoshi obtient la capacité qui correspond à sa couleur : une carapace bleue permet à Yoshi de voler, une carapace jaune lui fait émettre des nuages de poussière qui détruisent les ennemis à proximité, et une carapace rouge lui permet de lancer trois boules de feu qui détruisent les ennemis. Les carapaces de Koopa clignotantes produisent ces trois capacités, tandis que les carapaces vertes n'en produisent aucune. Yoshi par défaut est vert, mais le jeu comporte également des Yoshis cachés de couleur bleue, jaune et rouge ; le joueur peut obtenir chaque Yoshi coloré en trouvant son œuf dans des zones cachées et en le nourrissant avec cinq ennemis ou une étoile, un super champignon, une Fleur de Feu ou une Plume, ce qui fait grandir le bébé Yoshi,,.
Bien que l'objectif principal soit de naviguer à travers sept mondes pour atteindre la fin du jeu, le joueur peut terminer le jeu beaucoup plus rapidement en utilisant des routes secrètes de Star road. Pour accéder à un monde caché, le joueur doit trouver des clés dispersées dans les niveaux du jeu. Lorsqu'une clé est trouvée, elle doit être apportée à un trou de serrure pour débloquer un nouveau niveau ou une Star road. L'exploration de ces niveaux secrets peut conduire à d'autres niveaux, tels que le Monde spécial. L'achèvement du Monde spécial modifie définitivement certaines des sprites des ennemis et modifie la palette de couleurs de la carte du monde,,.

## Développement

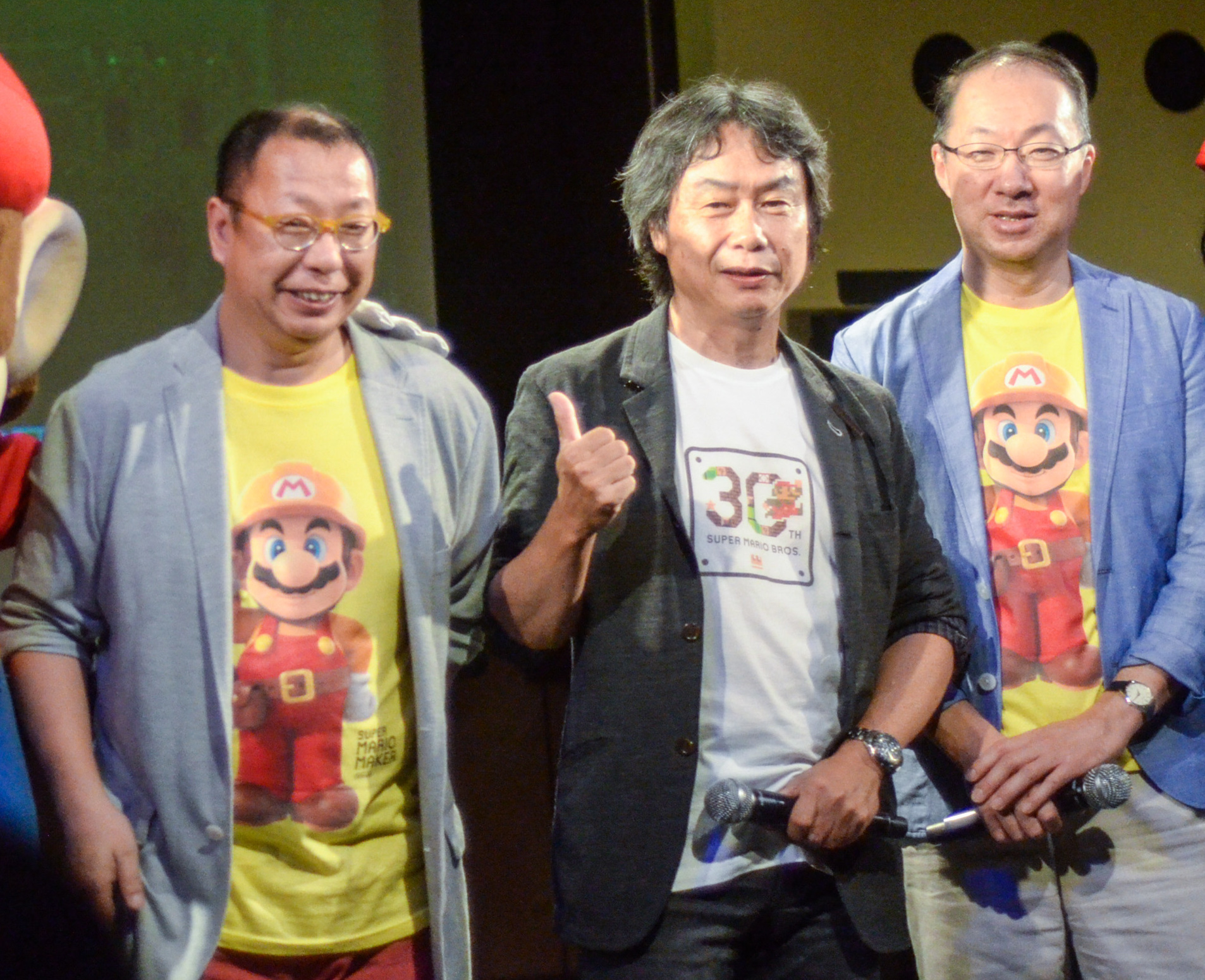
De gauche à droite : le réalisateur Takashi Tezuka, le producteur Shigeru Miyamoto, et le compositeur Koji Kondo, photographiés en 2015

Le jeu est dirigé par Takashi Tezuka, tandis que Shigeru Miyamoto, le créateur à la fois de Super Mario et de The Legend of Zelda, en est le producteur. Shigefumi Hino assume le rôle de concepteur graphique. Nintendo Entertainment Analysis & Development a gère le développement avec une équipe de dix personnes, dont trois programmeurs principaux et un concepteur de personnages, la plupart d'entre eux ayant travaillé sur des titres Super Mario précédents. Dans une interview rétrospective, l'équipe de base a déclaré que Miyamoto avait exercé le plus d'autorité pendant le développement.
Super Mario World est le premier jeu de la série Mario développé pour la future Super Nintendo Entertainment System (SNES). En tant que tel, l'équipe anticipe certaines difficultés à travailler avec un matériel nouveau et plus avancé. Selon Tezuka, les outils logiciels ne sont alors pas entièrement développés, et l'équipe doit « se lancer dans quelque chose de nouveau ». Miyamoto a reconnu que l'équipe n'avait plus de restrictions sur certaines mécaniques de jeu, telles que le défilement et le nombre de couleurs. Afin de tester le matériel, l'équipe porte Super Mario Bros. 3 sur le SNES. Ils trouvent alors que le nouveau jeu est trop similaire à celui-ci, malgré les couleurs et les sprites améliorés, et Miyamoto réalise que l'objectif de l'équipe serait d'utiliser le nouveau matériel pour créer quelque chose de « complètement nouveau ».
Miyamoto a déclaré qu'il voulait que Mario ait un compagnon dinosaure depuis Super Mario Bros., mais les ingénieurs de Nintendo ne pouvaient pas ajouter un tel personnage au jeu en raison des limitations du Nintendo Entertainment System (NES),. L'inspiration pour Yoshi peut être retracée encore plus loin ; Miyamoto a conçu un dragon vert qui partageait de nombreuses similitudes avec Yoshi pour le jeu de 1984 Devil World. Au cours du développement de Super Mario Bros. 3, Miyamoto a plusieurs croquis sur son bureau, dont une image de Mario chevauchant un cheval. Au fur et à mesure que le développement de Super Mario World avance, l'équipe choisit de situer le jeu dans une « terre des dinosaures ». Tezuka demande alors au concepteur Shigefumi Hino de dessiner une créature reptilienne basée sur les croquis de Miyamoto. Hino produit à l'origine un design que Tezuka juge trop reptilien et qui « ne s'intégrait pas vraiment dans le monde de Mario », alors il encourage le concepteur à créer un personnage « plus mignon ». Tezuka a spéculé plus tard que l'amour de Miyamoto pour l'équitation, ainsi que les thèmes du country et western, ont influencé la création de Yoshi.
Réfléchissant à la façon dont il a créé différentes mélodies pour Super Mario Bros. 3, le compositeur Koji Kondo décide de réutiliser les mêmes thèmes pour Super Mario World, bien qu'en forme réarrangée. En faisant cela, il suppose que les joueurs seraient en mesure de reconnaître les mêmes mélodies, tout en les exposant à de nouvelles variations de musique au fur et à mesure de leur progression dans le jeu. Comme Super Mario World est le premier jeu développé pour la SNES, Kondo se sent « ravi » de pouvoir composer de la musique en utilisant huit sons à la fois. Pour exploiter la nouveauté technologique de la console, il utilise plusieurs instruments différents, les mettant en œuvre les uns après les autres dans la chanson du titre du jeu.
Au fur et à mesure que le développement avance, Kondo s'inquiète de la réaction des gens face à ses combinaisons inhabituelles d'instruments, notant que l'utilisation d'ondes carrées et d'triangulaires plus traditionnelles est déjà acceptée par les consommateurs. Pour les effets sonores du jeu, Kondo décide d'utiliser une variété d'instruments de musique, plutôt que des ondes carrées, afin de mettre en évidence le fait que le jeu utilise une technologie traditionnelle avec un mélange de nouveaux matériaux. Il faut à Kondo environ un an et demi pour écrire toute la musique du jeu.
Super Mario World est produit pendant la première guerre des consoles (en), résultat de la rivalité entre la SNES de Nintendo et la Mega Drive de Sega, âgée de deux ans. Celle-ci a surpassé la SNES et a entraîné une concurrence intense entre les deux entreprises, marquant la première fois depuis décembre 1985 que Nintendo n'était pas en tête du marché, bien qu'il ait finalement dépassé Sega,. La mascotte de Sega, Sonic, est vue par beaucoup comme une alternative plus rapide et « plus cool » à Mario. Après la sortie du jeu, Miyamoto admet publiquement qu'il estime que le jeu est incomplet et que le développement avait été précipité vers la fin.

## Accueil
À sa sortie, Super Mario World bénéficie d'un très bon accueil de la part des critiques, et il continue de recevoir des critiques favorables. Il obtient la moyenne de 97 % sur le site web GameRankings,. AllGame lui attribue la note de cinq étoiles sur cinq, soulignant la qualité des graphismes, de la bande son et son importante rejouabilité. Player One se montre aussi très enthousiaste, saluant « une richesse visuelle et sonore à tomber par terre » mais aussi les nombreuses nouveautés apportées à la série. Dans le cadre d'un test de la version sur Console virtuelle, IGN préconise aux lecteurs ne possédant pas la version sur Game Boy Advance du titre de la télécharger ; le site lui accorde également la note de 8,5/10. Pour le magazine Joypad, il s'agit du « chef-d'œuvre [des jeux de plates-formes] ».
Super Mario World est classé à la huitième place des meilleurs jeux sur console Nintendo dans le top 200 établi par le magazine américain Nintendo Power. L'Official Nintendo Magazine le classe quant à lui septième dans son top des « 100 plus grands jeux Nintendo de tous les temps ». Les lecteurs du magazine japonais Famitsu le classe eux 61e meilleur jeu vidéo, toutes consoles confondues. En 2009, un sondage réalisé par le magazine cinématographique Empire le désigne « meilleur jeu de tous les temps ». Un sondage réalisé en 2008 établit que Yoshi est le troisième personnage de jeu vidéo le plus populaire au Japon, Cloud Strife et Mario étant respectivement classés deuxième et premier.
Super Mario World se vend à plus de 20 millions d'exemplaires dans le monde, faisant de lui l'un des jeux vidéo les plus vendus de tous les temps. Le jeu se vend à plus de 3,55 millions d'exemplaires au Japon. Inclus avec la Super Nintendo aux États-Unis puis en Europe, le titre a aidé à populariser la console ; celle-ci s'est vendue à 49,10 millions d'unités à l'international, dont 23,35 millions en Amérique et 17,17 millions au Japon.

## Postérité

### Rééditions
Le succès de Super Mario World lui a valu plusieurs rééditions sur différentes plates-formes. Le jeu est inclus dans un pack avec Super Mario All-Stars, compilation de jeux tirés de la série. Ce pack, nommé Super Mario All-Stars + Super Mario World, est sorti en 1994 aux États-Unis et en 1995 en Europe, où il est fourni avec une console, formant le bundle « Super Mario Set ». Super Mario World est également l'un des premiers jeux à être annoncé pour la Console virtuelle de la Wii. Il est sorti au Japon le 2 décembre 2006, aux États-Unis le 5 février 2007 et en Europe le 9 février 2007.
En 2002, Super Mario World est porté par Nintendo Research and Development 2 sur Game Boy Advance sous le titre Super Mario World: Super Mario Advance 2. Cette version ne permet plus de jouer à deux joueurs : Luigi, toujours présent, n'est plus qu'un autre personnage jouable ; il peut sauter plus haut que Mario mais court un peu moins vite. Des voix ont également été rajoutées aux deux personnages. Cette version ne possède pas le même système de collision que la version Super NES : si Mario Feu ou Cape touche un ennemi, il redevient Super Mario et non Petit Mario. Les sprites du titre ont été modifiés, et son apparence se rapproche plus du premier Super Mario Advance, qui est basé sur Super Mario Bros. 2. Terminer le monde Spécial ne permet plus de changer les couleurs de Dinosaur Land et l'apparence de certains ennemis : il faut pour cela trouver les 96 sorties. L'image de fin de Super Mario Advance 2 est refaite et une séquence de fin inédite apparaît quand toutes les pièces Yoshi sont trouvées. Ces pièces, au nombre de cinq par niveaux, sont en effet désormais comptabilisées ; l'obtention de leur totalité les transforme en pièces « Princesse ».

### Suite
Super Mario World a donné lieu à une suite, Super Mario World 2: Yoshi's Island, sorti en 1995 sur Super Nintendo. Par la suite, le personnage de Yoshi s'est imposé dans la franchise Mario : il peut être monté dans Super Mario Sunshine, New Super Mario Bros. Wii et Super Mario Galaxy 2, et fait une apparition caméo dans Super Mario 64,,,.

### Communauté de joueur et speedruns
Du fait de son succès très vif, une communauté a continué à jouer à Super Mario World, notamment dans la communauté du speedrun et de tool-assisted speedrun (TAS). L'échange des runners sur les routes et techniques d'optimisation ont permis années après années de passer outre des pans entiers du jeu en catégorie dite any%, c'est-à-dire sans autre contraint que terminer le dernier niveau. Reflet de sa popularité, il existe un wiki destiné aux speedrun de ce jeu.
Parallèlement, les speedrun édité frame par frame accompagné d'outil, ou tool-assisted speedrun (TAS), a permis d'établir des temps inférieurs par des actions irréalisables par un humain à la manette. Ainsi, les actions dites frame-perfect permettent un timing parfait à la plus petite unité de temps de la console : la frame, c'est-à-dire inférieur au dixième de seconde. En 2012, un TASseur propose une approche de jeu radicalement différente, cherchant non plus à arriver à la fin du dernier niveau avec le Générique de fin, mais à faire apparaître ce dernier le plus vite possible. Ce dernier s'étant  investi dans un travail de rétroingénierie pour comprendre la mécanique logicielle du jeu, invisible à l'écran. Il a donc cherché à produire une manipulation de l'adressage mémoire des sprites par corruption de la ram de la console dans le but de faire apparaître l’image de fin en plein jeu. Cet exploit de faille est rendu possible par l'utilisation des capacités de Yoshi. Le jeu alors terminé en 2 min 36 s est commenté Jeuxvideo.com dans les émissions speedgame, qui s'interroge sur la nature philosophique de ce qu'est "terminer un jeu". En effet, le jeu n'a ni été parcouru, ni été joué, donc a t'il été fini? Le site communautaire de référence TASvideo.org affichait un record any% validé en moins de 45 secondes.
Tirant à profit l'héritage des tool assisted speedruns, les speedrunners ont réussi à appliquer ces techniques pour faire apparaître l'écran de fin, terminant ainsi le jeu en moins d'une minute, où l'on a vu la manipulation du jeu poussée à l'extrême, n'ont alors plus pour but de finir le jeu, mais de créer tout autre chose. On parle alors de Arbitrary Code Execution. Ainsi, déjà connu dans le milieu, Masterjun parvient à rendre possible une Émulation de Snake et de Pong en recyclant les sprites et la physique initiale de Super Mario World. Ce genre de performances et de manipulation étant spectaculaire, elle a été l'objet de certain shows aux Games Done Quick.